# Ivo Stefanoni
Ivo Stefanoni, italijanski veslač, * 5. junij 1936.
Stefanoni je kot krmar za Italijo nastopil na Poletnih olimpijskih igrah 1956 in 1960.
Na igrah v Melbourneu je s četvercem s krmarjem osvojil zlato medaljo, štiri leta kasneje pa je v isti disciplini osvojil še bron. 